# Phaeochrous emarginatus
Phaeochrous emarginatus är en skalbaggsart som beskrevs av François Louis Nompar de Caumont de Laporte 1840. Phaeochrous emarginatus ingår i släktet Phaeochrous och familjen Hybosoridae.

## Underarter
Arten delas in i följande underarter:
- P. e. thilliezi
- P. e. davidis
- P. e. benderitteri
- P. e. suturalis
- P. e. buruensis